# Leptachirus
A Leptachirus a csontos halak (Osteichthyes) főosztályának a sugarasúszójú halak (Actinopterygii) osztályába, ezen belül a lepényhalalakúak (Pleuronectiformes) rendjébe és a nyelvhalfélék (Soleidae) családjába tartozó nem.

## Rendszerezésük
A nembe az alábbi 9 faj tartozik:
- Leptachirus alleni Randall, 2007
- Leptachirus bensbach Randall, 2007
- Leptachirus darwinensis Randall, 2007
- Leptachirus kikori Randall, 2007
- Leptachirus klunzingeri (Weber, 1907)
- Leptachirus lorentz Randall, 2007
- Leptachirus polylepis Randall, 2007
- Leptachirus robertsi Randall, 2007
- Leptachirus triramus Randall, 2007